# Ведерников Геннадій Георгійович
Геннадій Георгійович Ведерников (нар. 5 серпня 1937, Верхньо-Сталінська копальня Алданського району Якутської АРСР, тепер у складі міста Алдан, Якутія, Російська Федерація — 27 липня 2001, місто Москва) — радянський діяч, 1-й секретар Челябінського обкому КПРС, заступник голови Ради міністрів СРСР, надзвичайний і повноважний посол СРСР у Королівстві Данія. Член ЦК КПРС у 1986—1990 роках. Депутат Верховної Ради Російської РФСР 10-го скликання. Депутат Верховної Ради СРСР 11-го скликання.

## Життєпис
Народився в родині робітника.
У 1960 році закінчив Сибірський металургійний інститут у місті Сталінську (Новокузнецьку) Кемеровської області.
У 1960—1963 роках — канавщик електросталеплавильного цеху, майстер, у 1963—1970 роках — старший майстер, начальник цеху підготовки складів Челябінського металургійного заводу.
Член КПРС з 1965 року.
У 1970—1973 роках — 2-й секретар Металургійного районного комітету КПРС міста Челябінська.
У 1973—1975 роках — начальник виробничого відділу, заступник головного інженера, у 1975—1978 роках — головний інженер — заступник директора Челябінського металургійного заводу.
У 1978—1979 роках — 2-й секретар, у 1979—1980 роках — 1-й секретар Челябінського міського комітету КПРС.
У 1980—1983 роках — секретар Челябінського обласного комітету КПРС.
У 1982 році закінчив заочно Академію суспільних наук при ЦК КПРС.
У 1983—1984 роках — інспектор ЦК КПРС.
7 січня 1984 — 24 червня 1986 року — 1-й секретар Челябінського обласного комітету КПРС.
19 червня 1986 — 7 червня 1989 року — заступник голови Ради міністрів СРСР. Кілька разів очолював урядові комісії, які працювали в місцях аварій в Чорнобилі, Каменськ-Шахтинському, Арзамасі, під Уфою на перегоні Аша — Улу-Теляк, Таджикистані; керував відновними роботами.
1 жовтня 1989 — 13 грудня 1991 року — надзвичайний і повноважний посол СРСР у Королівстві Данія.
З грудня 1991 року — персональний пенсіонер у Москві.
Помер 27 липня 2001 року. Похований на Троєкуровському цвинтарі Москви.

## Нагороди і звання
- орден Леніна
- орден «Знак Пошани»
- медаль «За доблесну працю. В ознаменування 100-річчя з дня народження Володимира Ілліча Леніна» (1970)
- медаль «Ветеран праці»
- медаль «У пам'ять 850-річчя Москви»
- медалі
- надзвичайний і повноважний посол СРСР